# Scriptio continua

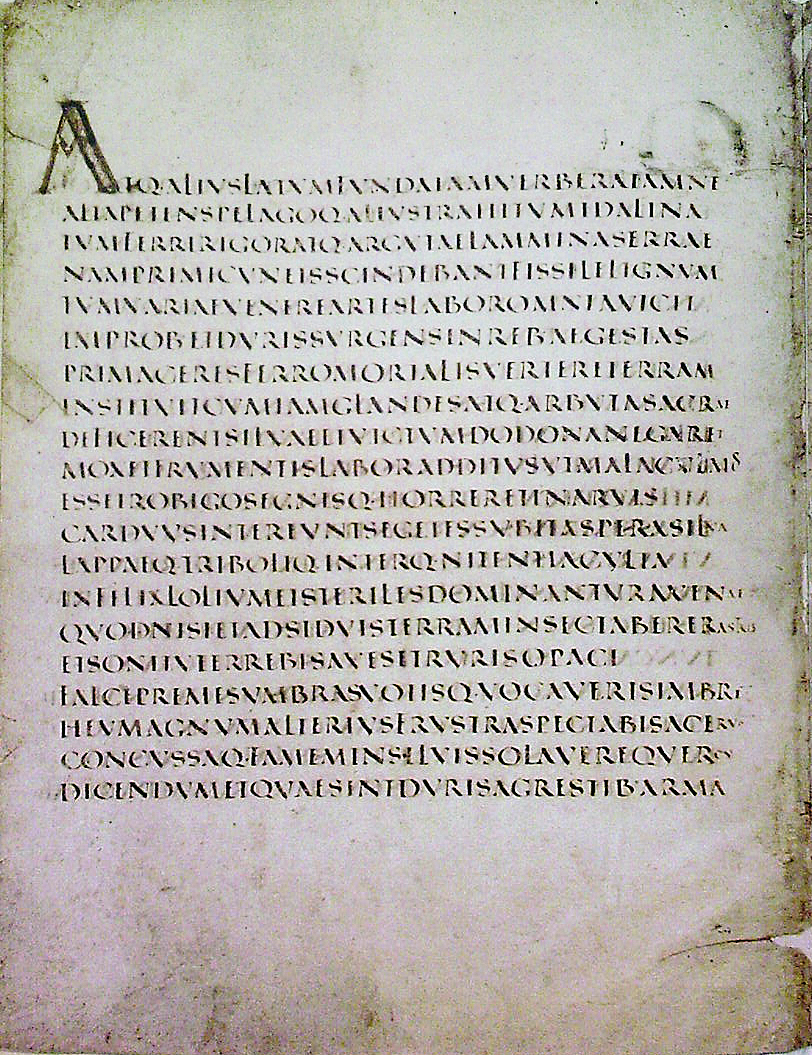
Publio Virgilio Marone, Georgiche scritto in Carattere lapidario romano e in scriptio continua.

La scriptio continua (in latino, "scrittura continua") è stata la pratica scrittoria universalmente utilizzata nell'antichità dai popoli con scrittura alfabetica.

## Descrizione
Tutte le popolazioni antiche che si affacciavano sul mar Mediterraneo (dagli ebrei ai greci, dagli etruschi ai romani) avevano in comune sistemi di scrittura basati sull'alfabeto. La tipica superficie utilizzata per la scrittura era il papiro, di invenzione egizia.
I papiri venivano conservati arrotolati, inoltre non esistevano "copertine", quindi esteriormente erano tutti uguali. L'unico punto di accesso erano le prime parole, poiché tutta la scrittura era un'ininterrotta sequenza di lettere (scriptio continua). Inoltre, non erano ancora stati inventati i capitoli, i paragrafi, né gli indici.
Era il lettore a creare mentalmente le pause necessarie per scomporre il testo in frasi - e quindi per comprendere il significato. La scriptio continua si accompagnava necessariamente alla lettura ad alta voce: il testo doveva essere ripetuto, fino a trovare la corretta suddivisione delle parole.
A dimostrazione del fatto che l'esercizio della lettura richiedesse una partecipazione da parte del lettore, è noto un passo delle Confessioni di Sant'Agostino (354-430) in cui il futuro vescovo di Ippona, che nella sua esperienza aveva sempre letto ad alta voce i testi, e avendo sempre visto gli altri fare lo stesso, non poté che manifestare la propria meraviglia quando vide che Sant'Ambrogio riusciva a leggere con la mente.
La scriptio continua caratterizzò la produzione scrittoria antica fino al IX-X secolo.

## Filologia antica

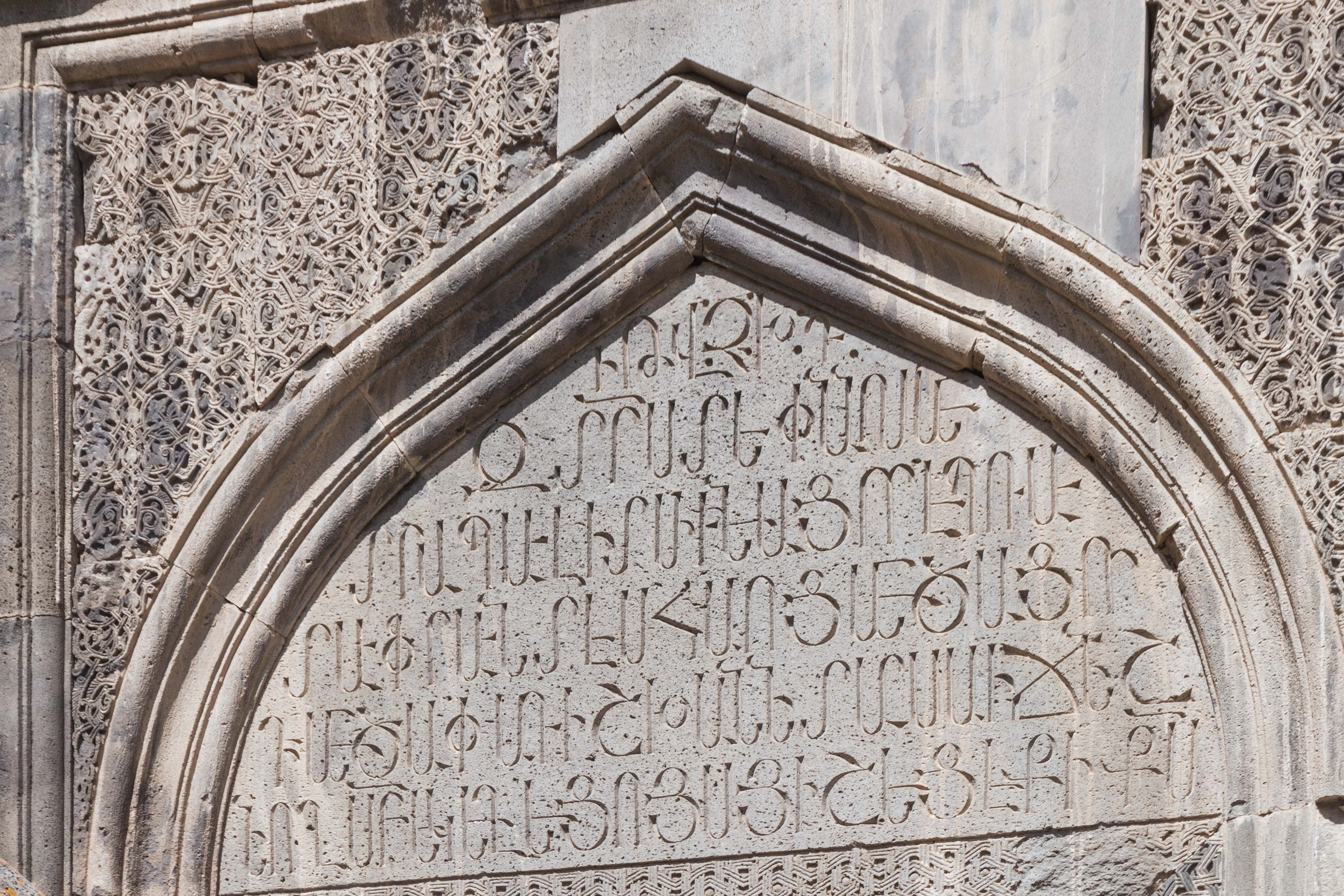
Iscrizione in "scriptio continua" in lingua armena. Monastero di Tatev, Armenia.

Nella maggior parte delle epigrafi e dei manoscritti antichi (ad es. latini e greci) che ci sono pervenuti non c'è alcuna divisione grafica delle parole, per cui i versi che noi conosciamo come:
Arma virumque cano Troiae qui primus ab oris

Italiam fato profugus Laviniaque venit

litora... (Virgilio, Eneide I.1)
si possono trovare scritti così:
ARMAVIRV^QCANOTROIÆQPRIMVSABORISITALIA^FATOPFVGVSLAVINIAQVENITLITORA
Ovviamente la mancanza di divisione tra le parole (insieme al complesso sistema di abbreviazioni e compendi, e alle mille altre insidie legate alla trasmissione di un testo antico attraverso i secoli) può creare seri problemi in fase di edizione di un testo.
Un semplice esempio può essere questo: al cap. XLIII della Cena Trimalchionis, contenuta nel Satyricon di Petronio, la tradizione manoscritta presenta il testo abbas secrevit ("l'abate separò"), che Scheffer ha corretto in ab asse crevit ("[la sua ricchezza] crebbe a partire da un asse" = "venne su dal nulla"). Quello che è successo è che il testo originale, per l'appunto ab asse crevit (ABASSECREVIT in scriptio continua), è stato interpretato dal copista medievale come ab(b)as ("l'abate") secrevit ("separò"). L'errore filologico è facile da spiegare presupponendo che l'amanuense fosse stato un monaco.